# Rainy Lake
Der Rainy Lake (englisch) oder Lac à la Pluie (französisch), wörtlich übersetzt „verregneter See“, ist ein 932 km² großer See in der kanadischen Provinz Ontario und im US-Bundesstaat Minnesota.

## Lage
Der See liegt im Voyageurs-Nationalpark nördlich der Seen Kabetogama Lake und Namakan Lake. Er ist bis zu 50 Meter tief, 80 Kilometer lang und 48 Kilometer breit. Er liegt auf 338 m und besitzt ungefähr 1600 Inseln. Er ist ein Relikt des prähistorischen Sees Agassizsee, der früher eine Fläche von 440.000 km² bedeckte. Er fließt durch den Rainy River ab und ist ein beliebter Anglerplatz.

## Seefauna
Im See werden folgende Fischarten gefangen: Schwarzflecken-Sonnenbarsch (Black Crappie), Hecht, Steinbarsch, Schwarzbarsch und Glasaugenbarsch.